# 寡婦榧螺
寡婦榧螺（学名：Oliva vidua）为榧螺科榧螺屬下的一个种。